# 魅藍Note 2
魅族 魅蓝note2是魅族科技于2015年6月2日发行的魅蓝系列手机。该手机有蓝、白、粉、灰四种颜色外观，可更换多种颜色背壳。产品搭载基于Android5.1的Flyme OS4.5系统。

## 手机制式
魅族 魅蓝note2包含公开版、移动、电信、联通定制版共4种通讯制式机型。
| 公开版（16GB/32GB)   | 移动定制版（16GB/32GB） | 电信定制版（16GB）                | 联通定制版（16GB/32GB） |
| -------------------- | ----------------------- | --------------------------------- | ----------------------- |
| 移动4G（TD-LTE）     | 移动4G（TD-LTE）        | 电信4G（TD/FDD-LTE）              | 联通4G（FDD-LTE）       |
| 联通4G（TD/FDD-LTE） | 移动3G（TD-SCDMA）      | 电信3G（EVDO）                    | 联通3G（WCDMA）         |
| 移动3G（TD-SCDMA）   | 移动/联通2G（GSM）      | 移动/联通2G（GSM） 电信2G（CDMA） | 移动/联通2G（GSM）      |
| 联通3G（WCDMA）      | -                       | -                                 | -                       |
| 移动2G（GSM）        | -                       | -                                 | -                       |
| 联通2G（GSM）        | -                       | -                                 | -                       |

### 港台制式
| 4G：FDD-LTE | 3G：WCDMA | 2G：GSM | 4G：TD-LTE | 3G：TD-SCDMA |

### 印度制式
FDD-LTE / TD-LTE / TD-SCDMA / WCDMA / GSM

## 手机总览

### 手机系统
基于Android 5.1内核Flyme 4.5系列，搭载mBack返回键。

### 传感系统
- 霍尔磁感应
- 重力感应
- 红外距离感应
- 陀螺仪
- 环境光度感应
- 触摸感应
- 电子罗盘

### 操作环境
工作环境温度：-15 至 55℃
非工作温度：-40 至 70℃
相对湿度：95%
工作高度高达： 5000 米

## 条目附注

### 条目注释
1. ↑  灰色版本为磨砂质感。
2. ↑  魅蓝note2 移动联通版的主副卡均支持 4G 网络，但同一时间仅限 1 个卡槽启用 4G 网络，默认为开启移动数据的卡。
3. ↑  根据官网资料，电信定制版存储格式只有16GB制式机型。电信版只有主卡（里侧）可以使用电信 4G 网络，副卡（外侧）只能使用移动联通 2G 网络，或者是安装 TF 卡。
4. ↑  香港、台湾同样通讯制式机型。
5. ↑  印度m2note只有16GB机型。